# Sporting Clube de Portugal (calcio a 5)
Lo Sporting Clube de Portugal è la sezione di calcio a 5 della omonima società polisportiva, meglio nota come Sporting Lisbona.

## Storia
Lo Sporting nasce nel 1988 come sezione di calcio a 5 dell'omonima sportiva. Negli anni 1990 (specie nel primo quinquennio) è il dominatore assoluto del neonato Campeonato Nacional, portando a casa quattro delle prime cinque edizioni.
Nel decennio successivo, la comparsa del Benfica porta ad una flessione per i neroverdi, a beneficio proprio dei concittadini. Questa circostanza inizierà ad invertirsi dal 2009, quando lo Sporting, dopo aver allestito una formazione di livello, tornerà a conquistare il titolo di Portogallo, a danno proprio del Benfica (in quella stagione laureatosi campione d'Europa).
Nel 2011, dopo aver conquistato il treble nazionale, per la prima volta i leoni arrivano a giocarsi una finale europea, persa però contro il Montesilvano.
Gli anni 2010 segnano un ritorno all'apice del futsal nazionale per lo Sporting, con sei titoli in nove anni (ai quali vanno aggiunte svariate coppe e supercoppe). Nella seconda metà del decennio arriveranno anche altre tre finali continentali: dopo le due sconfitte nel 2017 e nel 2018, l'anno successivo, ad Almaty, per la prima volta i leões si laureano campioni d'Europa.

## Organico
(Aggiornato al 23 giugno 2019)
| N° | Naz.                  | Ruolo | Sportivo          | Anno       |  |  |
| -- | --------------------- | ----- | ----------------- | ---------- |  |  |
| 2  | Brasile (bandiera)    | DIF   | Léo Jaraguá       | 21.01.1987 |  |  |
| 3  | Portogallo (bandiera) | LAT   | Varela            | 02.03.1996 |  |  |
| 6  | Portogallo (bandiera) | DIF   | Pedro Cary        | 19.05.1984 |  |  |
| 8  | Portogallo (bandiera) | DIF   | Erick Mendonça    | 21.07.1995 |  |  |
| 9  | Portogallo (bandiera) | DIF   | João Matos        | 21.02.1987 |  |  |
| 10 | Brasile (bandiera)    | LAT   | Deo               | 08.10.1982 |  |  |
| 11 | Brasile (bandiera)    | PIV   | Vinícius Rocha    | 30.03.1995 |  |  |
| 13 | Brasile (bandiera)    | PIV   | Dieguinho         | 22.06.1989 |  |  |
| 14 | Brasile (bandiera)    | POR   | Guitta            | 11.07.1987 |  |  |
| 15 | Italia (bandiera)     | LAT   | Alex Merlim       | 15.06.1986 |  |  |
| 16 | Portogallo (bandiera) | POR   | André Sousa       | 25.02.1986 |  |  |
| 17 | Italia (bandiera)     | LAT   | Diego Cavinato    | 06.06.1985 |  |  |
| 18 | Portogallo (bandiera) | LAT   | Pany Varela       | 25.02.1989 |  |  |
| 19 | Brasile (bandiera)    | LAT   | Alex Felipe       | 23.11.1993 |  |  |
| 20 | Portogallo (bandiera) | PIV   | Fernando Cardinal | 26.06.1985 |  |  |

Allenatore:  Nuno Dias

## Palmarès

### Competizioni nazionali
- Campionato portoghese: 18

1990-91, 1992-93, 1993-94, 1994-95, 1998-99, 2000-01, 2003-04, 2005-06, 2009-10, 2010-11, 2012-13, 2013-14, 2015-16, 2016-17, 2017-18, 2020-21, 2021-22, 2022-23
- Coppa di Portogallo: 9

2005-06, 2007-08, 2010-11, 2012-13, 2015-16, 2017-18, 2018-19, 2019-20, 2021-22
- Coppa di Lega: 4

2015-16, 2016-17, 2020-21, 2021-22
- Supercoppa portoghese: 11

2002, 2005, 2008, 2010, 2013, 2014, 2017, 2018, 2019, 2021, 2022

### Competizioni internazionali
- UEFA Futsal Champions League: 2

2018-19, 2020-21